# Sarens
Sarens NV är ett belgiskt familjeägt verkstads- och serviceföretag, som konstruerar och hyr ut kran- och lyftutrustning samt genomför tunga lyft-transporter till lands och sjöss, och andra tunga lyft-uppdrag, över hela världen.

## Historik
Företaget grundades 1921 i Steenhuffel av Frans Sarens (1884–1958) som en skogsavverknings- och timmertransportverksamhet. Han hade tolv barn, som deltog när de blev vuxna. Idag är sedan 2006 barnbarnet Ludo Sarens styrelseordförande i företaget och ett annat barnbarn, Wim Sarens, sedan 2009 verkställande direktör.
Sarens tillverkar bland annat kranar för de egna tunga lyften. Den största, SGC-250, "Stora Carl", konstruerades 2018 och kan lyfta 5.000 ton och har en längsta bomlängd på 160 meter. 

## Uppdrag i Sverige
I Sverige har Sarens varit underentreprenör till det schweiziska anläggningsföretaget Implenia för transporter och montage av brodelar i den omfattande renoveringen av Getingmidjan i Stockholm, järnvägsbroarna över Söderström och Norrström, under 2019 och 2020.

## Bildgalleri

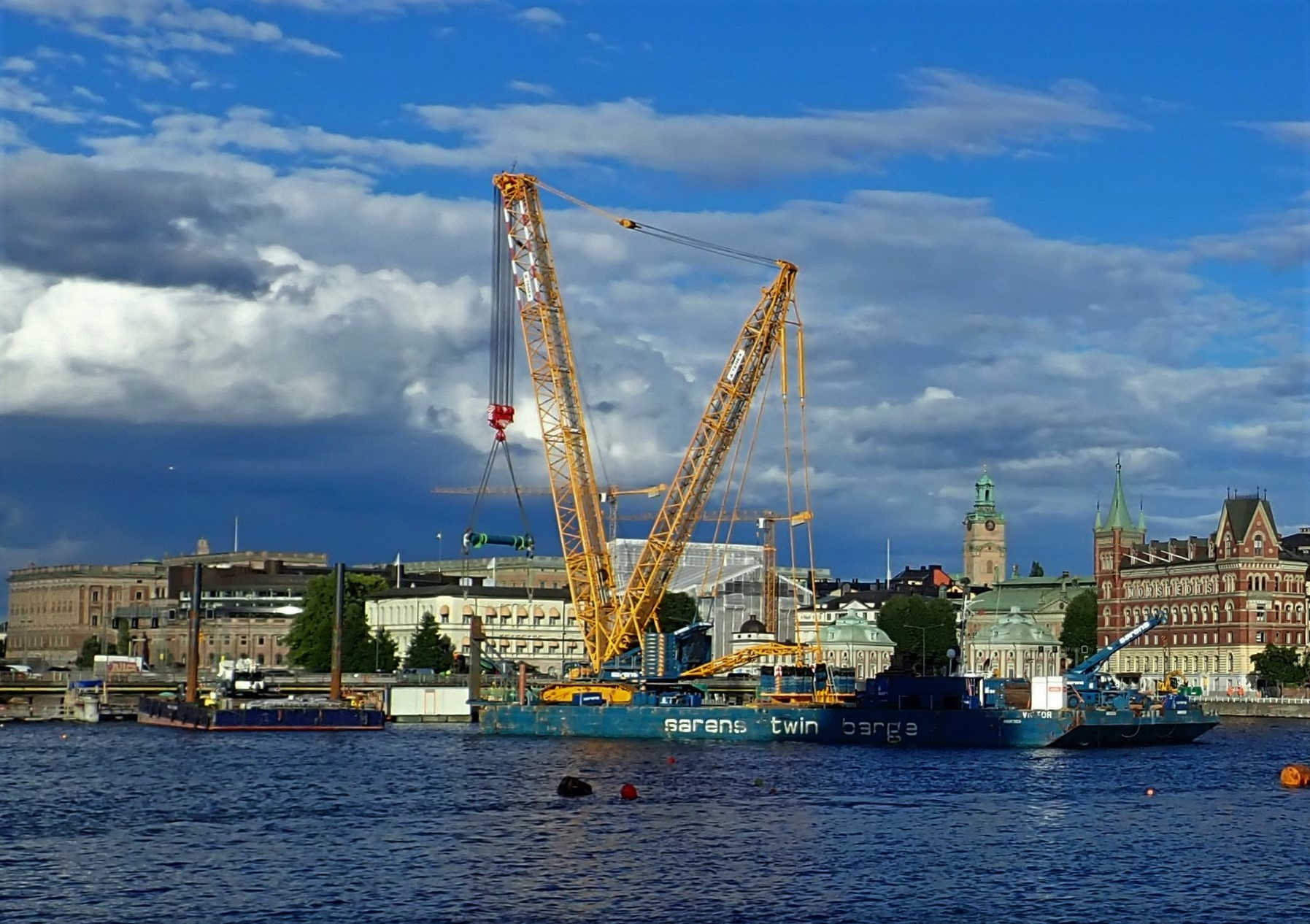
Sarens tvillingpråm Karel-Victorr vid Getingmidjan i Stockholm i juli 2020
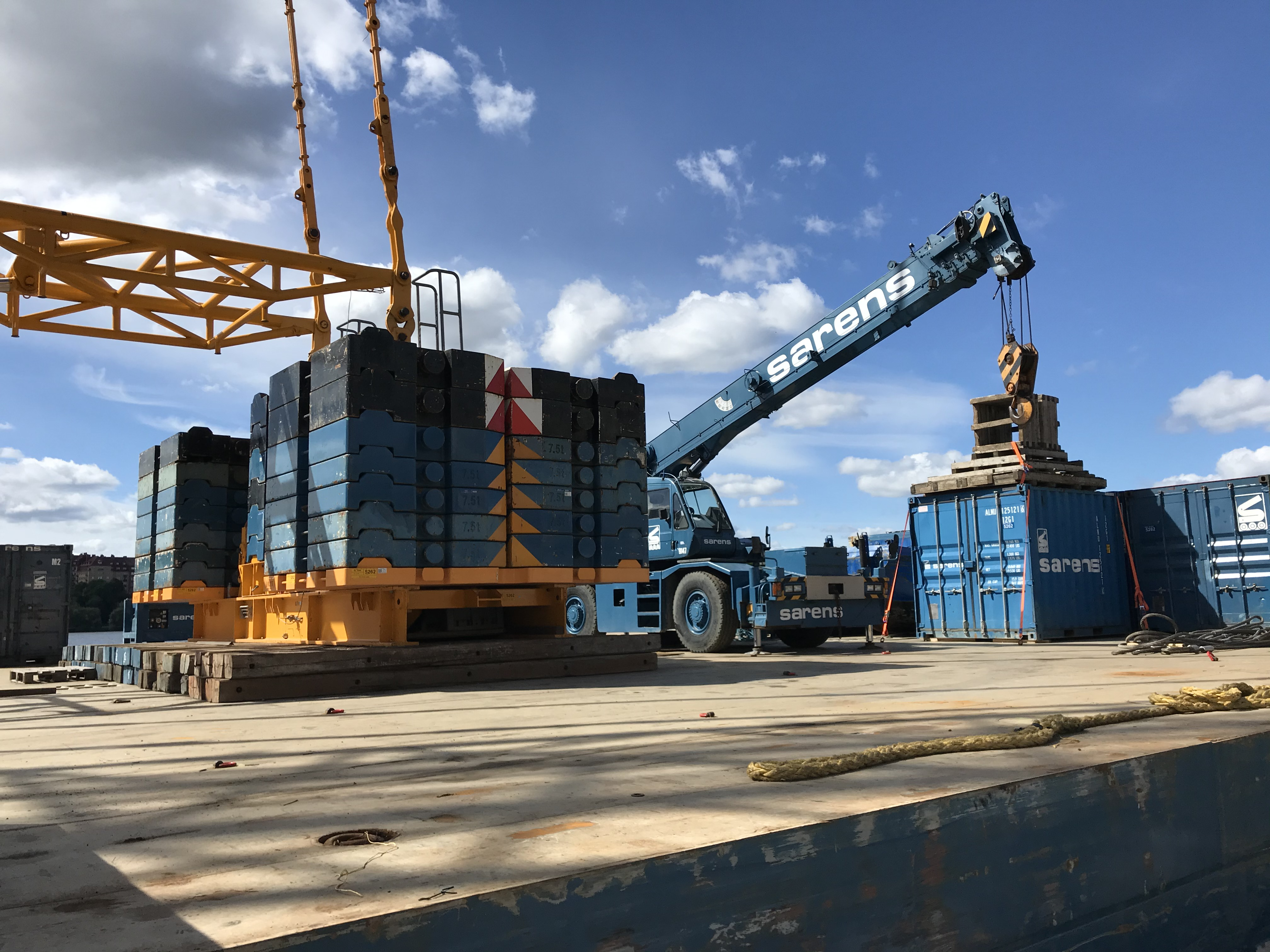
En del av utrustningen på tvillingpråmen Karel-Victorr vid upprustningen av Getingmidjan i Stockholm i juli 2020.
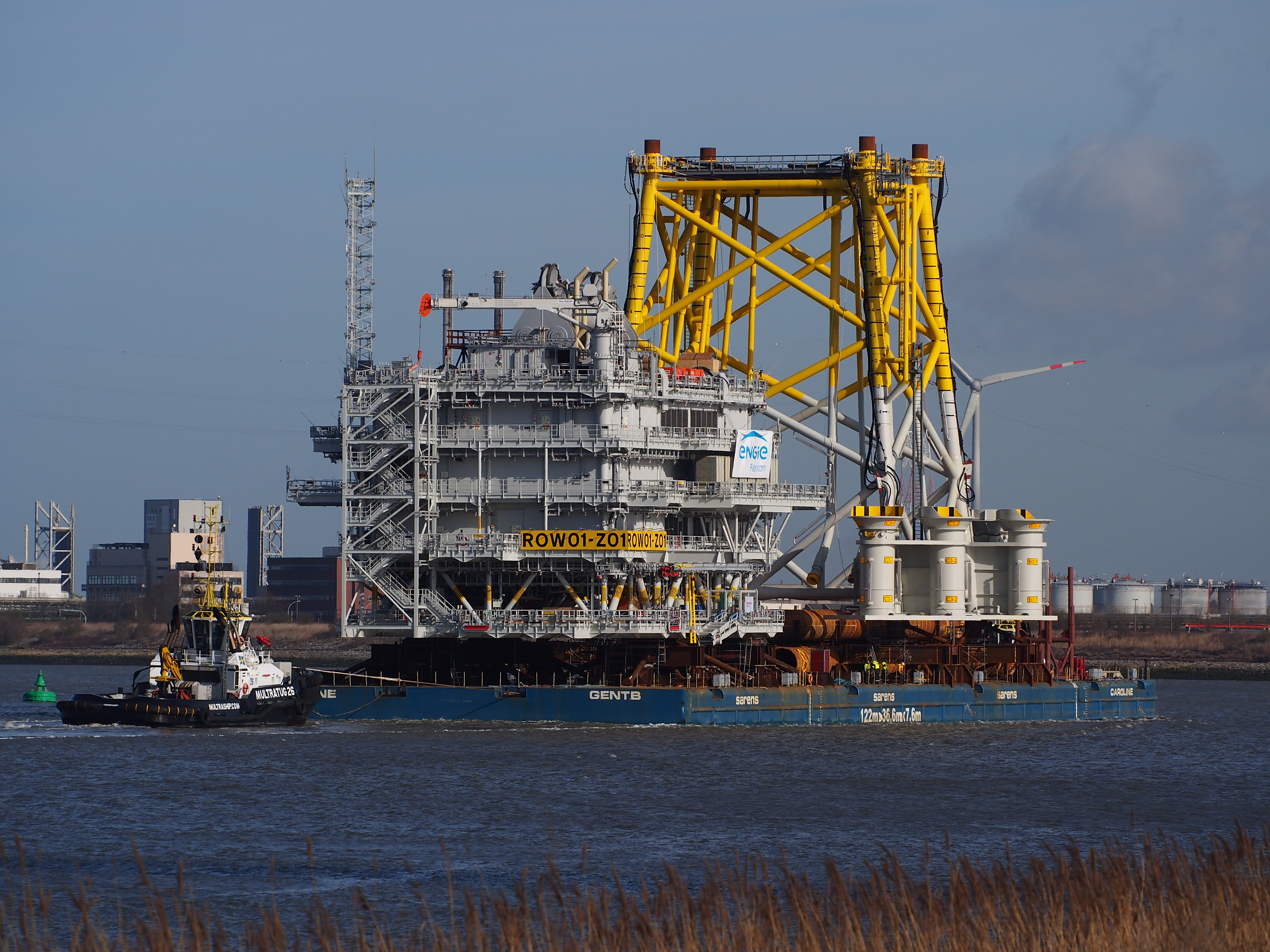
En transformatorstation på väg till det brittiska vindkraftsfarmen på Race Bank i Nordsjön, lastad på Sarens pråm Caroline, i Rotterdams hamn
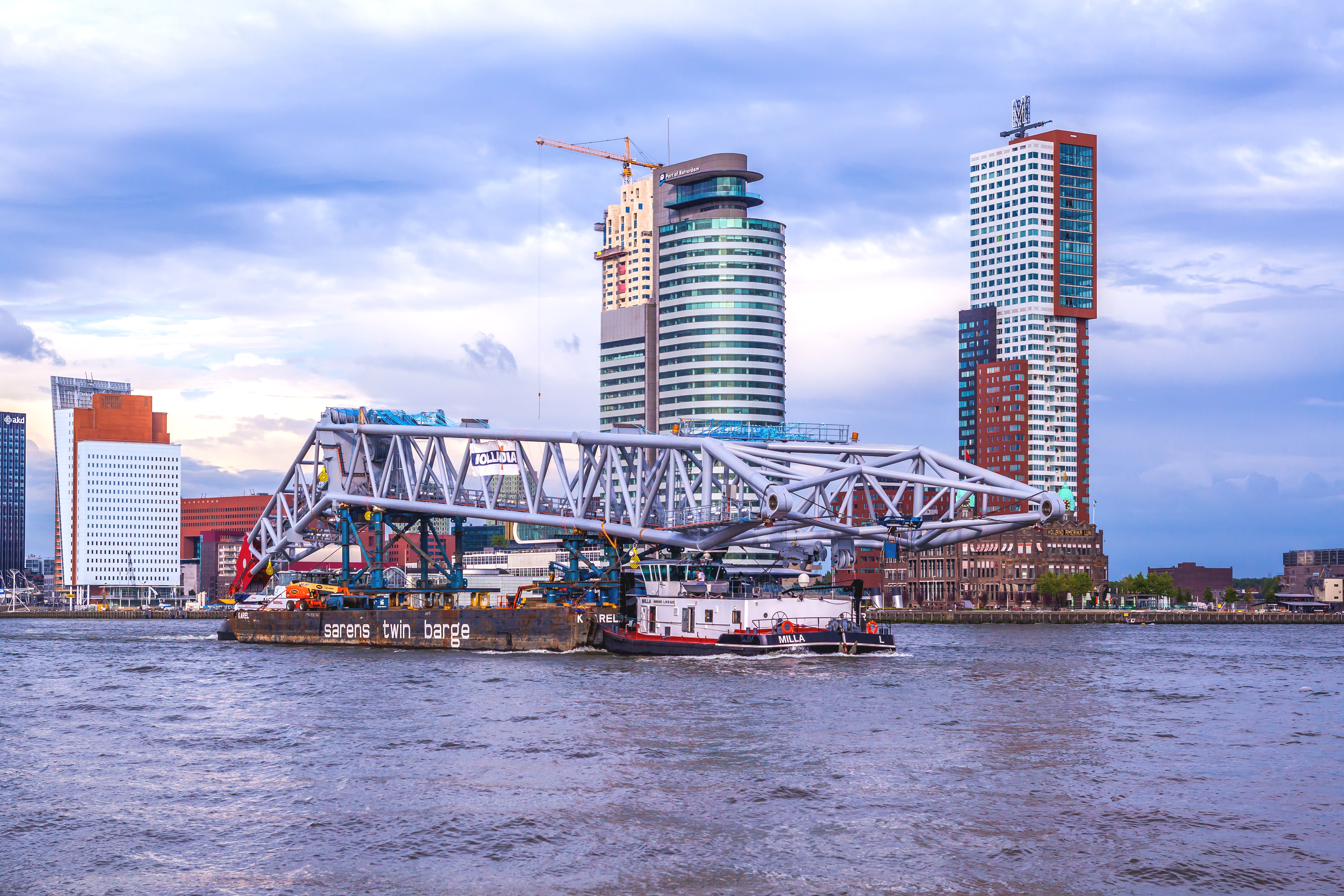
Kran, lastad på en tvillingpråm framför Kop van Zuid i Rotterdams hamn